# Kashmir (dänische Band)
Kashmir ist eine Rockband aus Dänemark, die 1991 von Kasper Eistrup, Mads Tunebjerg und Asger Techau gegründet wurde. Sie spielen melodiösen Indie-Rock und werden insbesondere auch wegen Eistrups hoher Stimme oft mit den frühen Radiohead verglichen.

## Geschichte
Die Band fand sich 1991 zunächst unter dem Namen Nirvana zusammen, änderte ihren Namen jedoch nach der großen Popularität der gleichnamigen US-Band. Schließlich benannten sie sich nach einem Lied von Led Zeppelin in Kashmir um. Nachdem die Gruppe ihre ersten beiden Alben als Trio herausgebracht hatte, stieß der Keyboarder Henrik Lindstrand erst bei den Aufnahmen zum dritten Studioalbum, The Good Life (1999) zur Band. Dieses Album hatte großen Erfolg in Dänemark und brachte Kashmir sechs dänische Grammys ein. Das Nachfolgealbum Zitilites (2003) stand bereits nach einer Woche auf Platz 1 der dänischen Albumhitparade und erreichte Platinstatus. Es machte die Band auch international bekannter.
Für das fünfte Album, No Balance Palace (2005), konnten Kashmir Lou Reed und David Bowie für jeweils einen
gemeinsamen Song gewinnen, letzterer singt das Duett The Cynic mit Eistrup. Das Cover des Albums zeigt ein Werk des russischen Malers El Lissitzky: den konstruktivistischen Entwurf zu seinem Abstrakten Kabinett im Sprengel Museum Hannover.

## Diskografie

### Alben
- Travelogue (1994, DK: ×2Doppelplatin )
- Cruzential (1996, DK: Platin)
- The Good Life (1999)
- Zitilites (2003)
- No Balance Palace (2005)
- Trespassers (2010)
- Katalogue (2011)
- E.A.R (2013)

### EPs
- Travelogue: The Epilogue (1995)
- Home Dead (2001)

### Videoalben
- Rocket Brothers (2004)
- Aftermath (2005)